# Vologèse II
Pour les articles homonymes, voir Vologèse.
Ne doit pas être confondu avec Vologèse II d'Arménie.
Vologèse II de Parthie (né vers 51 et mort après 96) est un roi parthe de la dynastie des Arsacides du Ier siècle.
Vologèse II est le fils du roi Vologèse Ier, auquel il succède en 78. On ne sait que très peu de choses sur son règne. En 80, il est repoussé dans son fief de Suse par son oncle, le roi Pacorus II, qui le défait.
Il est le père d'un fils qui continue sa révolte contre Pacorus II :
- Vologèse III, roi des Parthes.